# Кишикараойский сельский округ
Кишикараойский сельский округ (каз. Кіші қараой ауылдық округі) — административная единица в составе Акжарского района Северо-Казахстанской области Казахстана. Административный центр — село Бостандык.
Население — 1421 человек (2009, 1982 в 1999, 2945 в 1989).

## История
Кишикараойский сельский совет образован 28 июня 1955 года. 24 декабря 1993 года решением главы Кокчетавской областной администрации образован Кишикараойский сельский округ.
В состав сельского округа была включена территория ликвидированного Киевского сельского совета (село Киевское).

## Состав
| Населенный пункт | Население, человек (1989) | Население, человек (1999) | Население, человек (2009) |
| ---------------- | ------------------------- | ------------------------- | ------------------------- |
| Бостандык, село  | 1472                      | 1077                      | 847                       |
| Киевское, село   | 1473                      | 905                       | 574                       |